# Karl Scheuner
Karl Hermann Scheuner (* 1. April 1857 in Weldergoven im Siegkreis; † 11. September 1934 in Berlin-Steglitz) war ein deutscher Verwaltungsjurist und Regierungsvizepräsident in Trier, Breslau und Münster.

## Leben
Karl Scheuner wurde als Sohn der Eheleute Johann Carl Scheuner (1821–1892) und Anna Katharina Jansen (* 1827) geboren und ging nach dem Abitur am 18. März 1879 am Gymnasium in Nordhausen als Einjährig-Freiwilliger zum Garde-Füsilier-Regiment in Berlin. Er war hier zuletzt Hauptmann der Reserve. Es schloss sich ein Studium der Rechtswissenschaften in Berlin an. Die Ernennung zum Gerichtsreferendar beim Oberlandesgericht Naumburg datiert auf den 17. August 1882. Nach Tätigkeiten bei verschiedenen Gerichten und in einer Anwaltskanzlei wurde er am 23. April 1887 zum Gerichtsassessor ernannt und bei den Amtsgerichten in Gommern und Stendal eingesetzt. 1889 wechselte er in den evangelischen Kirchendienst und fand Beschäftigung zunächst beim Konsistorium Magdeburg und danach in Posen. Am 22. September 1890 zum Konsistorialassessor ernannt, fiel die Ernennung zum Konsistorialrat auf den 25. April 1893. Im darauffolgenden Jahr wurde er zum Konsistorium Königsberg versetzt.
Scheuner ging in die Verwaltung zurück und wurde am 26. November 1895 Regierungsrat. Am 1. April 1900 war er kommissarischer Justitiar bei der Bezirksregierung Düsseldorf und hier am 30. März 1903 zum Oberregierungsrat befördert. Vier Jahre später wechselte er zur Bezirksregierung Trier und wurde hier stellvertretender Regierungspräsident. In gleicher Funktion war er ab dem 21. Juni 1909 bei der Bezirksregierung Breslau beschäftigt. In Münster kam er zum 1. Januar 1916 in die Position des Vertreters des Regierungspräsidenten und blieb hier bis zur Pensionierung zum 1. April 1922. Scheuner wurde mehrfach zur Beförderung zum Regierungspräsidenten oder zum Oberpräsidialrat vorgeschlagen.

## Familie
Am 25. Oktober 1898 heiratete er in Breslau Hedwig Emmi Agnes Elisabeth Von Staff (1879–1960).
Aus der Ehe sind die Kinder Ruth Elisabeth, Ellen (1901–1986) und Ulrich (1903–1981, Staats- und Kirchenrechtler) hervorgegangen.